# David Koloane
David Koloane (Alexandra (Johannesburg), 5 juni 1938 - aldaar 30 juni 2019) was een Zuid-Afrikaans beeldend kunstenaar en conservator. In zijn schilderijen, tekeningen en collages beeldde hij actuele politieke kwesties uit over onrecht en mensenrechten, aanvankelijk vooral met betrekking tot de apartheid in Zuid-Afrika.

## Levensloop
Koloane begon kunst te maken tijdens zijn middelbareschooltijd en bleef hiermee doorgaan in zijn vrije tijd terwijl hij geld verdiende voor zijn gezin. Van 1974 tot 1977 volgde hij kunstlessen bij de Bill Ainslie Studios, die later verderging onder de naam Johannesburg Art Foundation. In 1977 was hij in Johannesburg een van de oprichters van de eerste zwarte galerij van Zuid-Afrika.
In 1982 was hij een van de conservatoren van het "Culture and Resistance Arts Festival" in Botswana, van 1986 tot 1988 de conservator van het Fuba Art Gallery in Johannesburg en in 1990 de medeorganisator en -conservator van de "Zabalaza Festivals" in Londen. Ernaast studeerde hij aan de universiteit van Londen van 1984 tot 1985 en behaalde een academisch diploma in museologie.
Koloane's werk maakt deel uit van een groot aantal collecties wereldwijd, waaronder die van de Johannesburg Art Gallery, de Contemporary African Art Collection van Jean Pigozzi, de South African National Gallery in Kaapstad en het Botswana National Museum. In 1998 werd hij onderscheiden met de Prins Claus Prijs voor zijn bijdrage aan de ontwikkeling van kunst in Zuid-Afrika.
Hij overleed op 81-jarige leeftijd op 30 juni 2019.

## Tentoonstellingen
- 1977 Nedbank Gallery Killarney, Johannesburg
- 1977 The Gallery, Johannesburg
- 1978 Black Expo '78, Johannesburg
- 1979 Bill Ainslie Studios, Gallery, Johannesburg
- 1979 Gallery 101, Johannesburg
- 1982 Art towards social development, National Gallery and Museum, Gaborone, Botswana
- 1984 Stockwell Studio exhibition, Londen
- 1985 Fuba Gallery, Johannesburg
- 1985 Gallery 198, Londen
- 1986 Historical perspective of Black South African artists, French Alliance, Pretoria
- 1987 Contemporary Black artists Academy Art Gallery, Parijs
- 1987 Portraits, UNISA Art Gallery, Pretoria
- 1988 Pachipamwe international artists workshop, National Gallery, Harare, Zimbabwe
- 1989 African encounter, Dome Gallery, New York
- 1989 The Neglected Tradition Exhibition, Johannesburg Art Gallery, Johannesburg
- 1990 Art from South Africa Museum of Modern Art, Oxford
- 1990 Gallery on the Market, met Michael Zondi, Johannesburg
- 1990 South African Mural Exhibition, I.C.A. Gallery Londen
- 2000 Liberated Voices Exhibition, Museum of African Art, New York
- 2001 Goodman Gallery, Johannesburg
- 2002 Goodman Gallery, Johannesburg
- 2003 Goodman Gallery, Johannesburg
- 2004 The ID of South African Artists, Amsterdam